# Pinto Colvig
Vance DeBar "Pinto" Colvig, född 11 september 1892, död 3 oktober 1967, var en amerikansk röstskådespelare. Han hade rösten till bland andra Långben, Pluto, dvärgarna Trötter och Butter i Snövit och de sju dvärgarna och till Gabby i Gullivers Resor. Hans röst hörs även som Aracuan, fågeln som driver Kalle Anka till vansinne i Kalle Anka i djungeln, ett inslag i Kalle Anka och hans vänner önskar God Jul, som visas i svensk TV på julafton. Pinto var en riktig mångsysslare under sin levnadstid och förutom röstskådespeleriet var han också aktiv inom radio, tidning och som cirkusartist.

## Filmografi (i urval)
- 1937 – Snövit och de sju dvärgarna (röst till Butter och Trötter)
- 1942 – Saludos Amigos (röst till Långben)
- 1945 – Jan Långben bland indianer (röst till Långben)
- 1946 – Jan Långben som riddare (röst till Långben)
- 1946 – Jan Långben – bäste man på plan (röst till Långben)
- 1948 – Jan Långben som djurtämjare (röst till Långben)
- 1949 – Jan Långben spelar tennis (röst till Långben)
- 1950 – Jan Långbens nya hobby (röst till Långben)
- 1951 – Jan Långben och lejonet (röst till Långben)
- 1951 – Jan Långbens kalla krig (röst till Långben)
- 1952 – Jan Långben tar semester (röst till Långben)[7]